# Episodi di Frasier (nona stagione)
La nona stagione della sitcom Frasier è stata trasmessa in prima visione negli Stati Uniti d'America da NBC dal 25 settembre 2001 al 21 maggio 2002.
In Italia è andata in onda in prima visione assoluta sul canale satellitare Jimmy dal 30 giugno al 6 ottobre 2005.
| nº | Titolo originale / italiano    | Prima TV USA      | Prima TV Italia   |
| -- | ------------------------------ | ----------------- | ----------------- |
| 1  | Don Juan in Hell (1)           | 25 settembre 2001 | 30 giugno 2005    |
| 2  | Don Juan in Hell (2)           | 25 settembre 2001 | 5 settembre 2005  |
| 3  | The First Temptation of Daphne | 2 ottobre 2001    | 6 settembre 2005  |
| 4  | The Return of Martin Crane     | 9 ottobre 2001    | 7 settembre 2005  |
| 5  | Love Stinks                    | 16 ottobre 2001   | 8 settembre 2005  |
| 6  | Room Full of Heroes            | 30 ottobre 2001   | 9 settembre 2005  |
| 7  | Bla-Z-Boy                      | 6 novembre 2001   | 12 settembre 2005 |
| 8  | The Two Hundredth              | 13 novembre 2001  | 14 settembre 2005 |
| 9  | Sharing Kirby                  | 20 novembre 2001  | 15 settembre 2005 |
| 10 | Junior Agent                   | 27 novembre 2001  | 16 settembre 2005 |
| 11 | Bully for Martin               | 11 dicembre 2001  | 19 settembre 2005 |
| 12 | Mother Load (1)                | 8 gennaio 2002    | 20 settembre 2005 |
| 13 | Mother Load (2)                | 15 gennaio 2002   | 21 settembre 2005 |
| 14 | Juvenilia                      | 22 gennaio 2002   | 22 settembre 2005 |
| 15 | The Proposal                   | 4 febbraio 2002   | 23 settembre 2005 |
| 16 | Wheels of Fortune              | 26 febbraio 2002  | 26 settembre 2005 |
| 17 | Three Blind Dates              | 5 marzo 2002      | 27 settembre 2005 |
| 18 | War of the Words               | 12 marzo 2002     | 28 settembre 2005 |
| 19 | Deathtrap                      | 2 aprile 2002     | 29 settembre 2005 |
| 20 | The Love You Fake              | 9 aprile 2002     | 30 settembre 2005 |
| 21 | Cheerful Goodbyes              | 30 aprile 2002    | 3 ottobre 2005    |
| 22 | Frasier Has Spokane            | 7 maggio 2002     | 4 ottobre 2005    |
| 23 | The Guilt Trippers             | 14 maggio 2002    | 5 ottobre 2005    |
| 24 | Moons Over Seattle (1)         | 21 maggio 2002    | 6 ottobre 2005    |